# Yasmine Kherbache

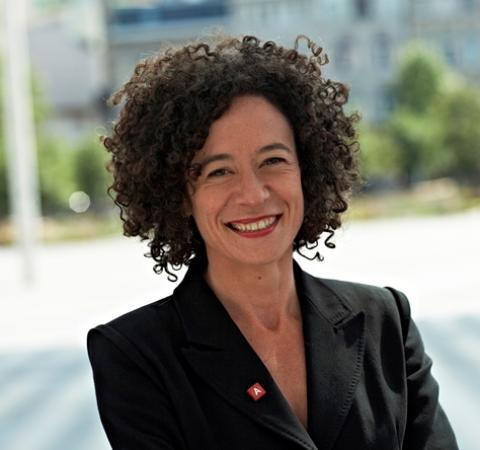
Yasmine Kherbache (nach 2010)

Yasmine Kherbache  (* 3. April 1972 in Antwerpen-Deurne) ist eine belgische Politikerin (s.pa.) und Juristin. Seit 2019 ist sie Richterin am Verfassungsgerichtshof Belgiens. Zuvor war sie unter anderem Abgeordnete im flämischen und im föderalen Parlament.

## Leben und Wirken
Kherbache wurde als Tochter einer belgischen Mutter und eines algerischen Vaters in Belgien geboren, wuchs aber zunächst bis zu ihrem sechsten Lebensjahr in Algerien auf. 1978 kehrte die Familie nach Belgien zurück, wo Kherbache in der Folge die Schule besuchte und an der KU Leuven Rechtswissenschaften studierte. Dort erwarb sie 1995 ihr Lizenziat der Rechte, 1997 folgte an der Université libre de Bruxelles das diplôme d’études supérieures en droit social. Ab 1996 war Kherbache als Rechtsanwältin zugelassen und praktizierte zunächst in Brüssel, ab 1999 in Antwerpen. 2005 wechselte sie in die Politik und wurde beigeordnete Kabinettschefin, 2010 hauptamtliche Kabinettschefin des Vizeministerpräsidenten der Flämischen Regierung Frank Vandenbroucke. 2012 wechselte sie als Kabinettschefin in das Kabinett des Premierministers Elio Di Rupo und wurde Mitglied des Stadtrats von Antwerpen. 2014 wurde sie als Abgeordnete in das flämische Parlament gewählt. Bei der Parlamentswahl in Belgien 2019 wurde sie für die s.pa. in die Belgische Abgeordnetenkammer gewählt. Lange übte sie ihr Mandat dort aber nicht aus, denn durch königlichen Erlass vom 10. Dezember 2019 wurde sie zur Richterin am Verfassungsgerichtshof Belgiens ernannt und am 18. Dezember 2019 vereidigt.